# Matayba purgans
Matayba purgans är en kinesträdsväxtart som först beskrevs av Poeppig, och fick sitt nu gällande namn av Ludwig Radlkofer. Matayba purgans ingår i släktet Matayba och familjen kinesträdsväxter. Inga underarter finns listade i Catalogue of Life.